# Werner von Mirbach (Jurist)
Werner Freiherr von Mirbach (* 20. Juli 1878 in Kremitten, Ostpreußen; † 11. Oktober 1928 in Bad Nauheim) war ein deutscher Verwaltungsjurist und Politiker (DNVP).

## Leben
Werner Frhr. v. Mirbach wurde als Sohn eines Rittergutsbesitzers geboren. Nach dem Abitur nahm er ein Studium der Rechtswissenschaft an der Georg-August-Universität Göttingen auf, das er mit dem Ersten Juristischen Staatsexamen beendete. Während seines Studiums schloss er sich 1899 dem Corps Saxonia Göttingen an. Er absolvierte das Referendariat an Gerichten. Von der Friedrich-Alexander-Universität Erlangen wurde er 1903 zum Dr. iur. promoviert. Nach den beiden Assessorexamen trat er 1907 in den preußischen Verwaltungsdienst. Als Regierungsassessor war er in Breslau und beim Oberpräsidenten in Königsberg i. Pr. tätig. Von Juli 1914 bis 1928 amtierte er als Landrat im Kreis Neidenburg. Dort bewährte er sich vor allem beim Wiederaufbau nach dem Einfall der Russen 1914 und 1920 bei der historischen Volksabstimmung im Abstimmungsgebiet Allenstein. Daneben war er Mitglied des Aufsichtsrates der Ostpreußischen Landgesellschaft. Nach der Novemberrevolution trat Mirbach in die Deutschnationale Volkspartei ein. Von 1919 bis 1928 saß er im Provinziallandtag der Provinz Ostpreußen. Im Dezember 1924 wurde er in den Preußischen Landtag gewählt, dem er bis zu seinem Tode angehörte.